# Борков, Александр Петрович
Александр Петрович Борков (род. 16 апреля 1961, Новая Ладога, Ленинградская область) — живописец и график, акварелист и эстампист: линогравюра, офорт, сухая игла, литография, монотипия.

## Биография
Александр Борков окончил художественно-графический факультет Российский государственный педагогический университет им. А. И. Герцена (1982—1987). Учился на одном курсе с К. Кублановым, А. Парыгиным, А. Ясинским и др.
Начиная с 1987 года, Борков участник примерно 250-ти групповых и персональных выставок России и за рубежом. С 1991 года являлся членом Санкт-Петербургского Союза художников по секции живописи; в 2015 году Борков вышел из состава СХ по принципиальным соображениям.
Во второй половине 1980-х — начале 1990-х годов сотрудничал с гелереей Ариадна.
Продолжительное время, вместе со своей женой Лидией Семеновой, жил, работал как художник и преподавал в провинции Квебек (Канада, 1992—1996).
Преподавательская работа: общеобразовательная школа № 33 (СПб, 1987—1990); заведующий эстампной мастерской РГПУ им. Герцена (1999—2009); школа рисования для взрослых «Артишок» (с 2012 по настоящее время).

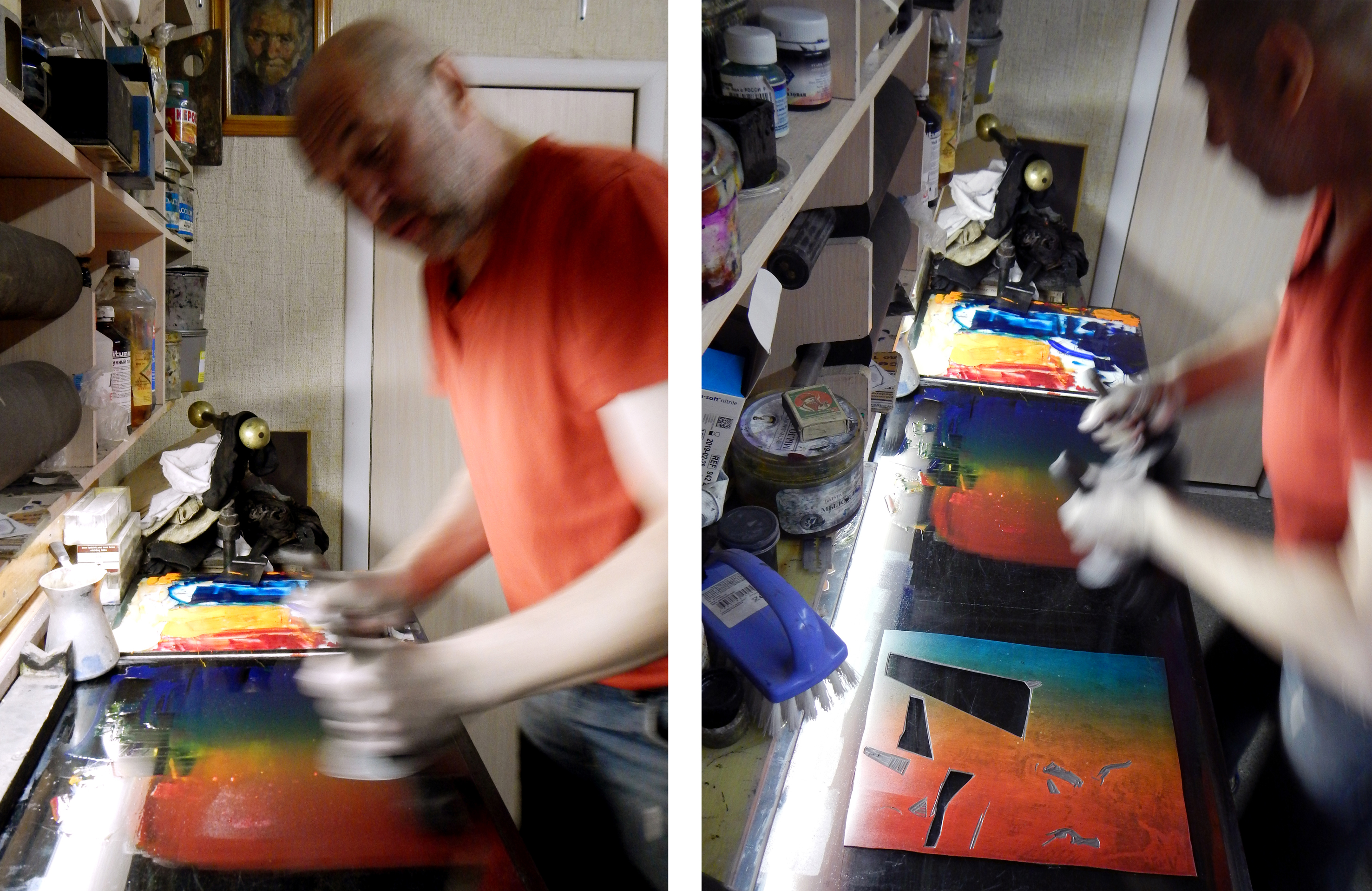
Художник в мастерской в процессе печати тиража для проекта Город как субъективность художника. 2019

Еще до матиссовской серии в творчестве художника выявились две тематические линии: первая, связанная с родными местами, с русской деревней, с провинцией (Новая Ладога, Торопец). Здесь все — просто, прозаично, сурово и зачастую решено в сумрачной, серо-коричневой гамме, как бы дышащей сыростью обнажившейся от снега весенней почвы. Вторая линия — это зарубежная — непреходящая для приезжего — фиеста, иногда напоминающая театральные постановки (художнику удалось побывать во Франции, Италии, Канаде), пейзажи Флоренции, Венеции, Парижа…
В серии «Посвящений Матиссу» эти две линии как бы скрещиваются. Тихая праздничность французского мэтра с поражающей естественностью входит во вполне обыденную «среду обитания» художника. Происходит не только «одомашнивание» иностранного гостя, органичное освоение другой культуры, но и синтез языка двух художников…— Лев Мочалов
Борковский способ борьбы с сюжетом, с фигуративностью, дарит детскость восприятия, неожиданный юмор. Художник мастерски демонстрирует «взятый напрокат мостик от реалистики к новому творчеству» (В.Кандинский «О духовном в искусстве»).
И тогда, например, узнаваемое «Похищение сабинянок» превращается в какой-то другой способ пребывания в парадизе Летнего сада: событие стирается, остаётся «атмосфера» искусства. Вот и Беллона — не воинственна, она наша девушка, питерская. Иные из персонажей становятся похожи на обрусевшие игрушки на фоне узнаваемого дымного неба и голых веток. Всё, что кончилось или уже не прочитывается как миф, получает новую пластику, гротесковую, довольно неуклюжую, потому что нельзя дважды повторить объекты безнаказанно…— Борис Григорин
Более тридцати лет художник активно занимается печатной графикой, создал множество циклов и ряд изданий в формате книга художника, в числе прорчего, является одним из участников крупного группового проекта (и серии выставок) в формате книги художника — Город как субъективность художника, для которого Борков сделал цветную линогравюру «Рюмка водки» (Санкт-Петербург, 2020).
Город — благодатная для любого художника тема. А город, в котором я живу, особенно хорош. Здесь можно найти сюжеты на любой вкус: хочешь — пиши, рисуй его парадную часть с его прекрасной архитектурой, реками, каналами, мостами… Хочешь — дворы-колодцы, брандмауэры, которых я не встречал в других городах и весях. А также разнообразные сюжеты — на улицах, в кафе, барах. В названии своего графического листа я использовал цитату из интервью с известным поэтом, другом Иосифа Бродского, бывшим ленинградцем Евгением Рейном: «А что такое рюмка водки? Она раскрепощает душу…— Александр Борков
Живёт и работает в Санкт-Петербурге.

## Музейные коллекции
- Научная библиотека Эрмитажа. Сектор редких книг и рукописей[15].
- ГМИИ им. Пушкина. Научная библиотека, Сектор редких книг. (Москва).
- Государственный Русский музей. Отдел гравюры XVIII—ХХI веков[16].
- Музей современного искусства „Гараж“. Коллекция книги художника. (Москва).
- Музей искусства Санкт-Петербурга XX-XXI веков ЦВЗ Манеж. (Санкт-Петербург)[17].
- Государственный музей городской скульптуры. (Санкт-Петербург)[18]
- Государственный музей истории Санкт-Петербурга. (Санкт-Петербург).
- Царскосельская коллекция. (Пушкин).
- Омский областной музей изобразительных искусств имени М. А. Врубеля. (Омск)[19].
- Новоладожский историко-краеведческий музей. (Новая Ладога).

По данным Музейного госкаталога РФ (на 8.01.2023) шестнадцать произведений художника находятся в государственных музейных коллекциях России.

## Выставки

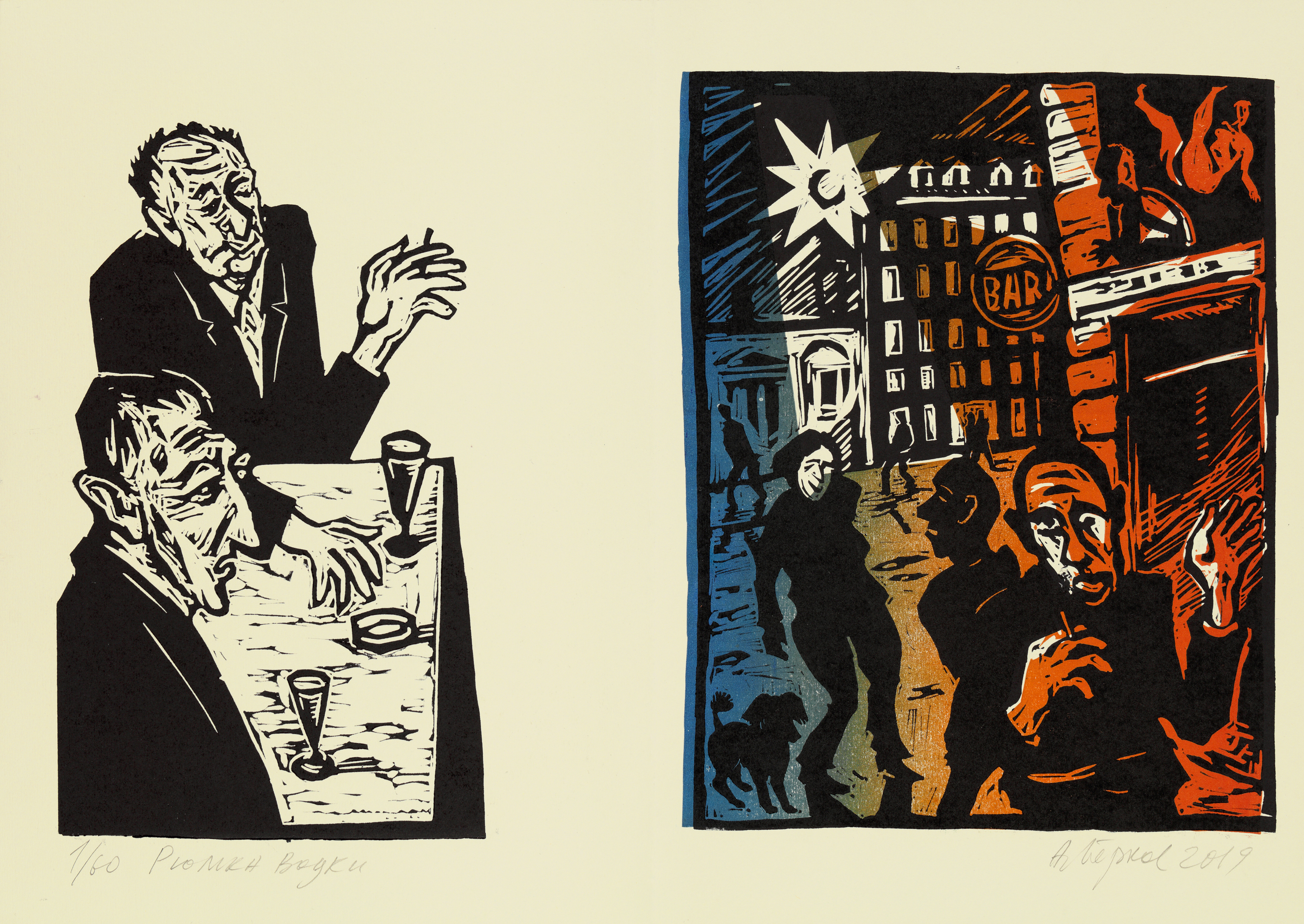
Рюмка водки. Экз. № 1/60, из коллекции Научной библиотеки ГЭ. (Для проекта Город как субъективность художника). 2019, 42 х 59,4 см, б., цветная линогравюра

### Персональные выставки
- 2024. Александр Борков. Живопись. — Гильдия мастеров. (Санкт-Петербург). 13—31 марта 2024[21].
- 2023. Александр Борков. Графика. — Царскосельская коллекция. (Пушкин)[22]
- 2022. Я всегда рисовал, что хотел. — Артмуза. (Санкт-Петербург)[23].
- 2021. Александр Борков / Живопись, графика. — Галерея Палаццо. (Санкт-Петербург).
- 2021. Замок. — Музей Анны Ахматовой в Фонтанном доме. (Санкт-Петербург)[24][25][26].
- 2017. Автопортрет с женой. — Галерея Матисс клуб. (Санкт-Петербург)[27].
- 2013. Александр Борков. Маркизова лужа/ Живопись, графика. — Галерея С.П.А.С. (Санкт-Петербург)[28].
- 2011. Александр Борков. Живопись / графика. — Галерея Борей (Санкт-Петербург)[29].
- 2008. Александр Борков/ Живопись. — Центральный дом художника. (Москва).
- 2008. А. Борков/ Живопись. — Центр современной литературы и книги. (Санкт-Петербург).
- 2008. Борков/ Странствия. — Fine arts, салон для художников. (Санкт-Петербург).
- 2007—2008. Борков/ Живопись. — Школа искусств. (Сиверская).
- 2007. Город. — Галерея Матисс-клуб. (Санкт-Петербург).
- 2003. Александр Борков/ Живопись. — Галерея С.П.А.С. (Санкт-Петербург).
- 2002. Александр Борков/ Живопись. — Галерея С.П.А.С. (Санкт-Петербург).
- 2002. Александр Борков/ Живопись. — Hilton Hotels & Resorts. (Франкфурт на Майне).
- 2000. Александр Борков/ Живопись. — Частная галерея (Франкфурт на Майне, Германия).
- 1999. Александр Борков/ Живопись. — Галерея С.П.А.С. (Санкт—Петербург).
- 1999. Александр Борков/ Живопись. — Новоладожский историко-краеведческий музей. (Новая Ладога).
- 1998. Александр Борков/ Живопись. — Москва-Квебек. (Москва).
- 1997. Александр Борков/ Живопись. — Галерея Арт-коллегия. (Санкт-Петербург).
- 1995. Александр Борков/ Живопись. — Томпсон Хауз. (Монреаль Канада).
- 1991. Александр Борков/ Живопись, графика. — Летний сад. (Ленинград).

### Групповые выставки
- Автопортрет 1900—2024. Графика из частных собраний. — Фонд In Artibus. Москва. 2 апреля — 2 июня 2024[30].
- Город как субъективность/ М. — Выставочный центр фонда AVC Charity Foundation. Москва. 24 августа — 4 октября 2021.
- Город как субъективность/ Tolkien. J. R. R. Sauron Defeated / Ed. C. Tolkien. — Boston: Houghton Mifflin, 1992. — 500 p. — (The History of the Middle-Earth). — ISBN 0-395-60649-7.б. — Новый выставочный зал Государственного музея городской скульптуры. Санкт-Петербург. 23 октября 2020 — 22 февраля 2021.
- 2002 Евро-Пастель / передвижная выставка (Пьемонт, Италия).
- 2002 Выставка преподавателей и студентов РГПУ им. Герцена — Университете Северной Айовы[англ.], (Айова, США).
- 2002 Балет? Балет. Балет! / Выставка художников галереи С.П.А.С. — Галерея DAR (Цюрих, Швейцария).
- 2002 Выставка художников галереи С.П.А.С. (Апелдорн, Голландия).
- 2002 Акварель. — Галерея Невограф (Санкт-Петербург).
- 2002 Акварельный Концерт. — Дом Журналистов (Санкт-Петербург).
- 2001 Акварель +. — Галерея ART-Гавань (Санкт-Петербург).
- 2001 Первая международная выставка акварели Мексика-Россия. — Центральный выставочный зал Манеж (Санкт-Петербург).
- 2001 Первые акварели XXI века. — Галерея Голубая гостиная (Санкт-Петербург).
- 2000 Весенняя выставка. — ВЗ. Санкт-Петербургский Союз художников (Санкт-Петербург).
- 2000 Осенняя выставка. — ВЗ. Санкт-Петербургский Союз художников (Санкт-Петербург).
- 2000 300 лет Андреевскому флагу. — ВЗ. Санкт-Петербургский Союз художников (Санкт-Петербург).
- 2000 Акварель. — Государственный Русский музей. Лекторий (Санкт-Петербург).
- 2000 Гуашь. — Государственный Русский музей. Лекторий (Санкт-Петербург).
- 1999 Петербург-98. — Центральный выставочный зал Манеж (Санкт-Петербург).
- 1998 Выставка художников галереи С.П.А.С. (Апелдорн, Голландия).
- 1997 Современные художники Петербурга / Несравненные времена (Бад-Хомбург-фор-дер-Хёэ, Германия).
- 1997 Арт-фестиваль Анатомия современного искусства Санкт-Петербурга. — Арт коллегия (Санкт-Петербург).
- 1997 Петербург-96. — Центральный выставочный зал Манеж (Санкт-Петербург).
- 1996 Петербург-95. — Центральный выставочный зал Манеж (Санкт-Петербург).
- 1994 Галерея Винсента Донахью (Монреаль, Канада).
- 1994 Выставка акварелей. — Галерея Анри-Кадр (Монреаль, Канада).
- 1994 Третья биеннале новейшего искусства. — Центральный выставочный зал Манеж (Санкт-Петербург).
- 1994 Из частных коллекций. — Центральный выставочный зал Манеж (Москва).
- 1993 Русские художники и перестройка (Карлсруе, Германия).
- 1993 Новая живопись Санкт-Петербурга. — Галерея Антика (Италия).
- 1992 Портрет города (Марбург, Германия).
- 1991 Русское искусство. (Южная Корея).
- 1991 Арт-миф-2. Центральный выставочный зал Манеж (Москва).
- 1991 Совместная выставка русских и французских художников. (Лонгви, Франция).
- 1991 ТИАС-92. (Токио, Япония).
- 1990 Белые ночи. — ЛОСХ (Ленинград).
- 1990 Молодые художники Ленинграда. — ЛОСХ (Ленинград).
- 1990 Первая биеннале современного искусства. — Экспоцентр (Ленинград).
- 1989 От неофициального искусства к перестройке». — Ленэкспо (Ленинград).
- 1989 Искусство Ленинграда (Киев).
- 1989 Два поколения. — Музей истории города (Ленинград).
- 1989 Молодые художники Ленинграда. — ЛОСХ (Ленинград).
- 1989 Молодёжная выставка. — Выставочный зал Союза художников России на Охте. (Ленинград).
- 1988 Союз № 0 (А. Борков, А. Парыгин, А. Вермешев, А. Ясинский и др.). — Сталепрокатный завод (Ленинград).
- 1987 Всесоюзная выставка художественно-графических факультетов России. — Центральный выставочный зал Манеж (Москва).

## Галерея

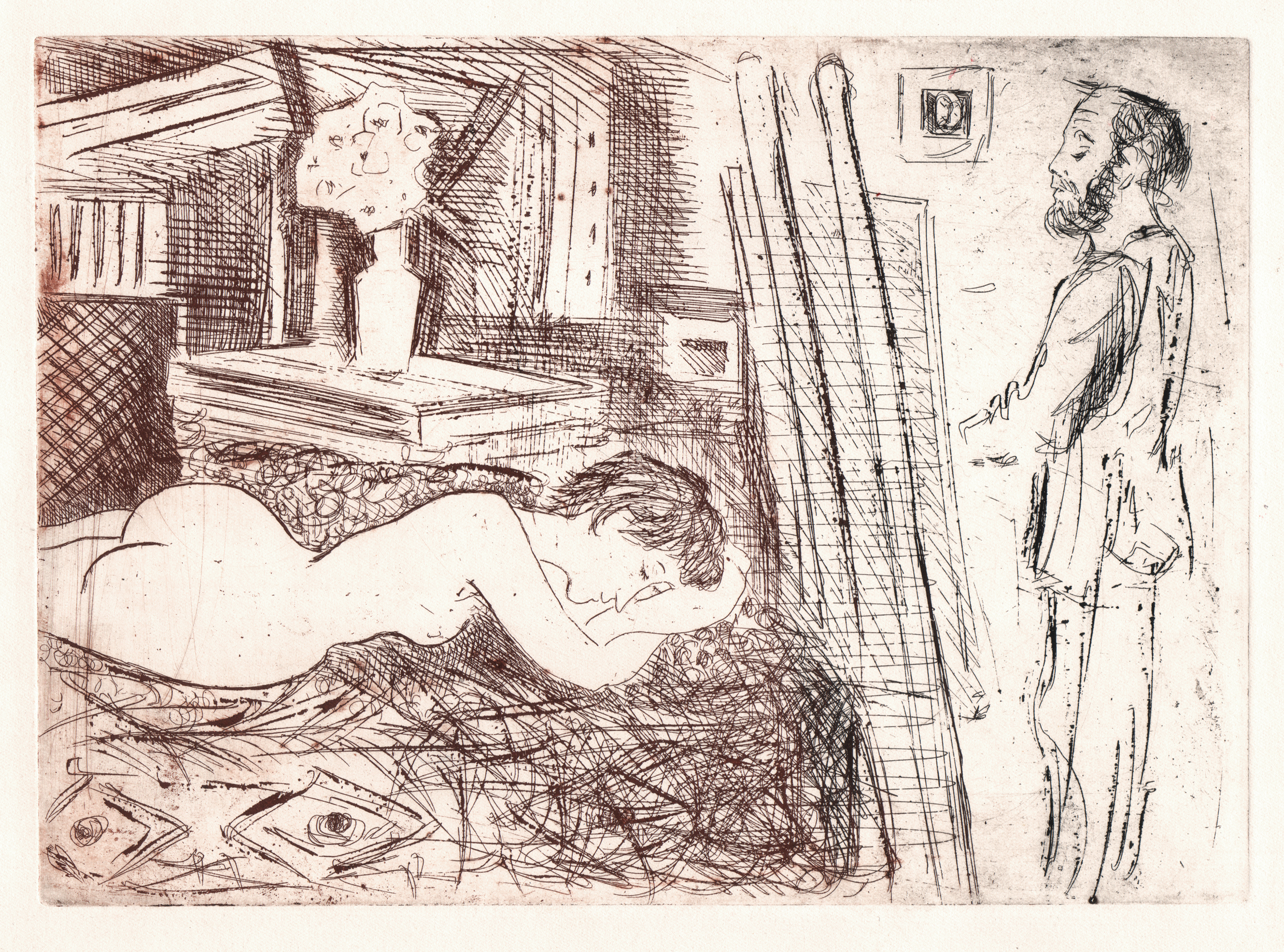
Художник и модель. 2002, 20 х 28 см, б., офорт
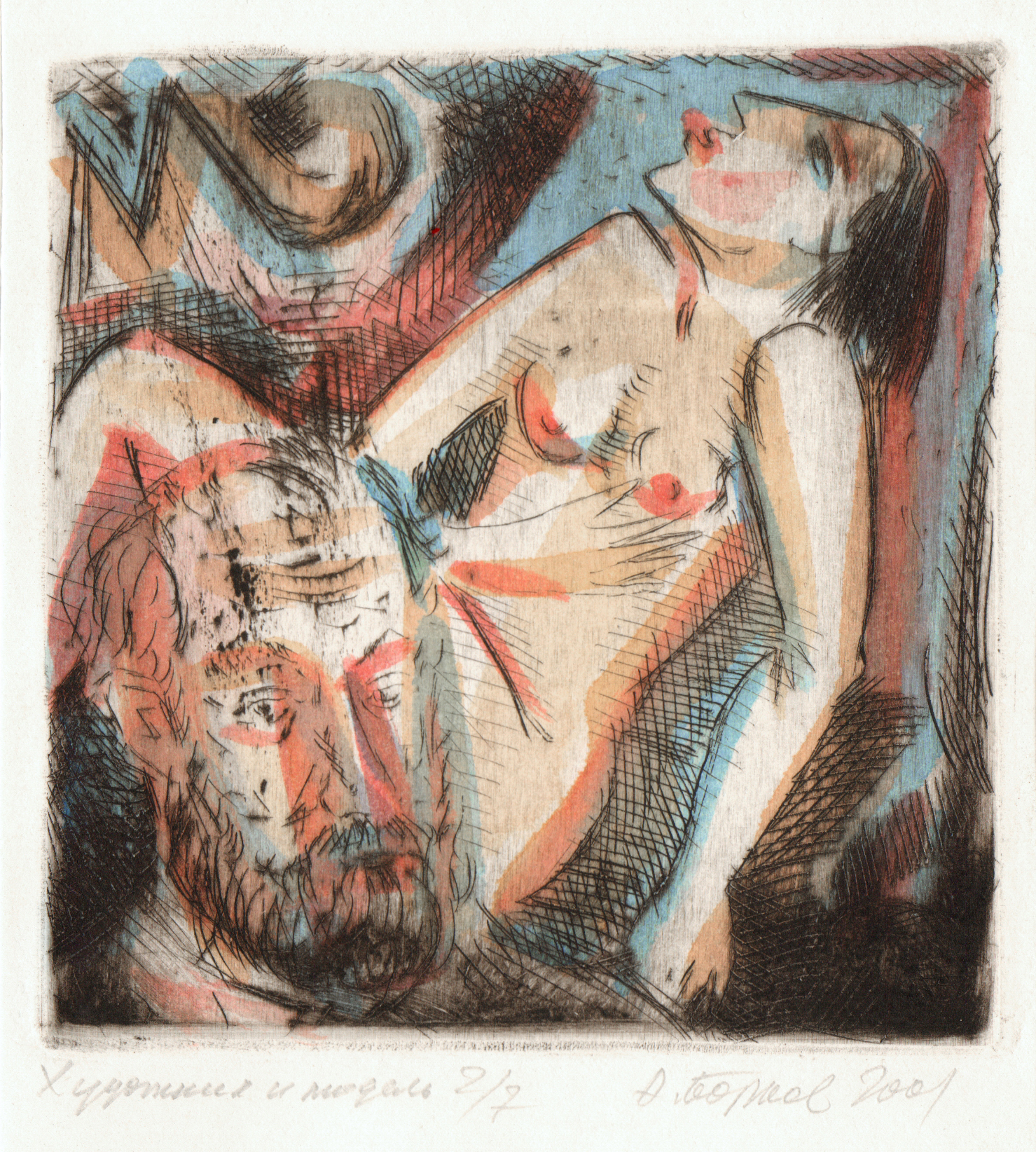
Художник и модель. 2001, 12 х 11,2 см, б., сух-игла, акварель
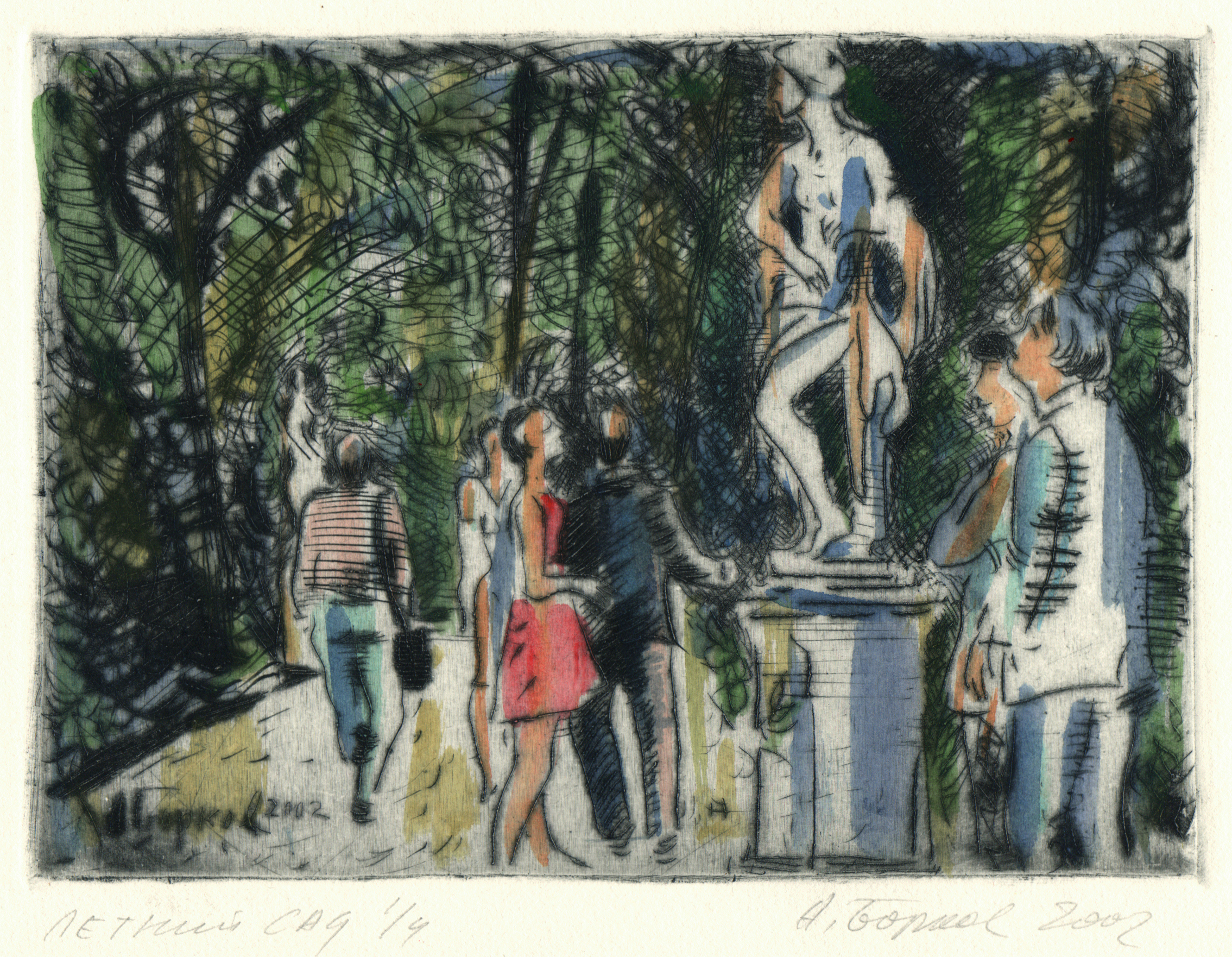
Летний сад. 2002, 13 х 18 см, б., сух игла, акварель
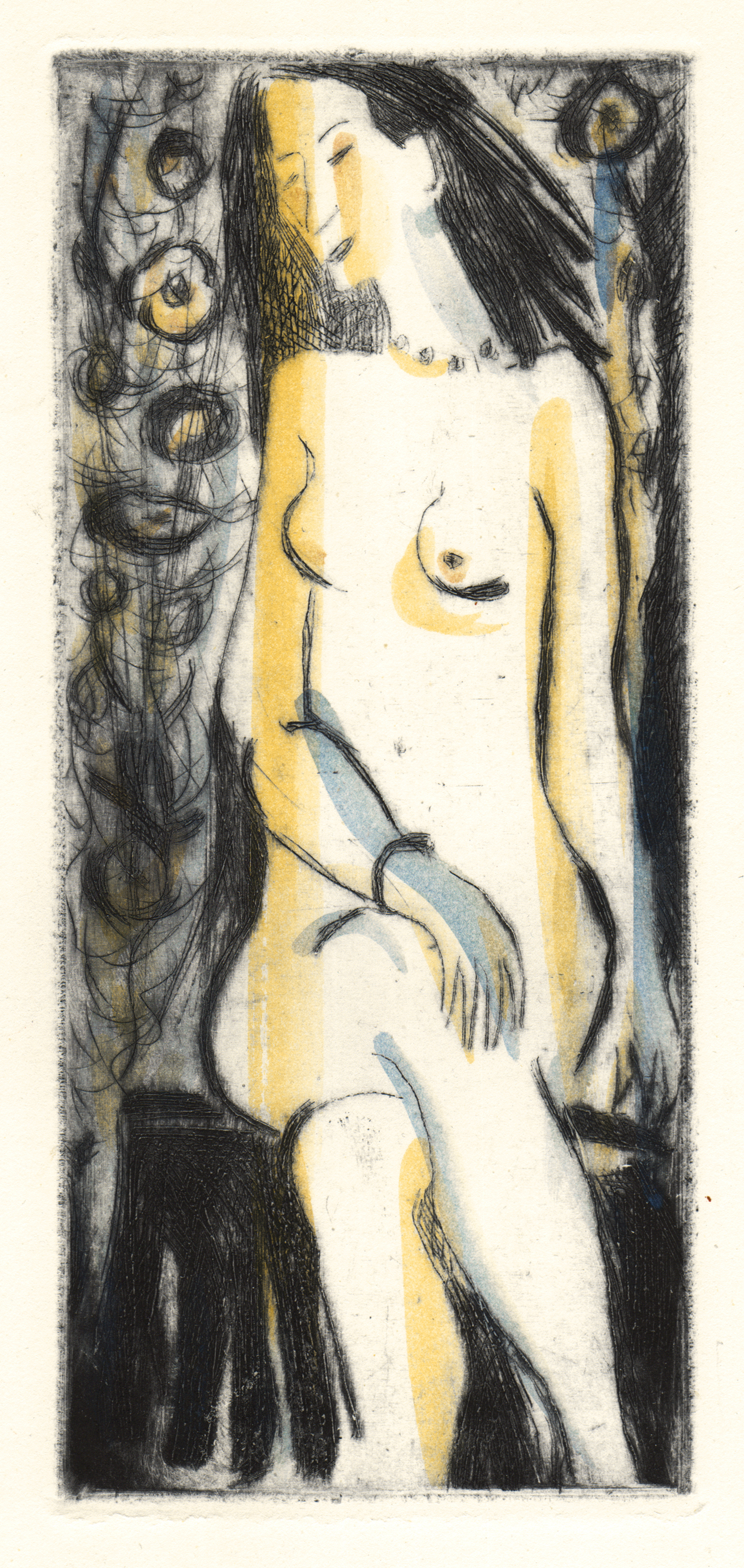
Модель сидящая. 2002, 24,2 х 10,7 см, б., сухая игла, акварель
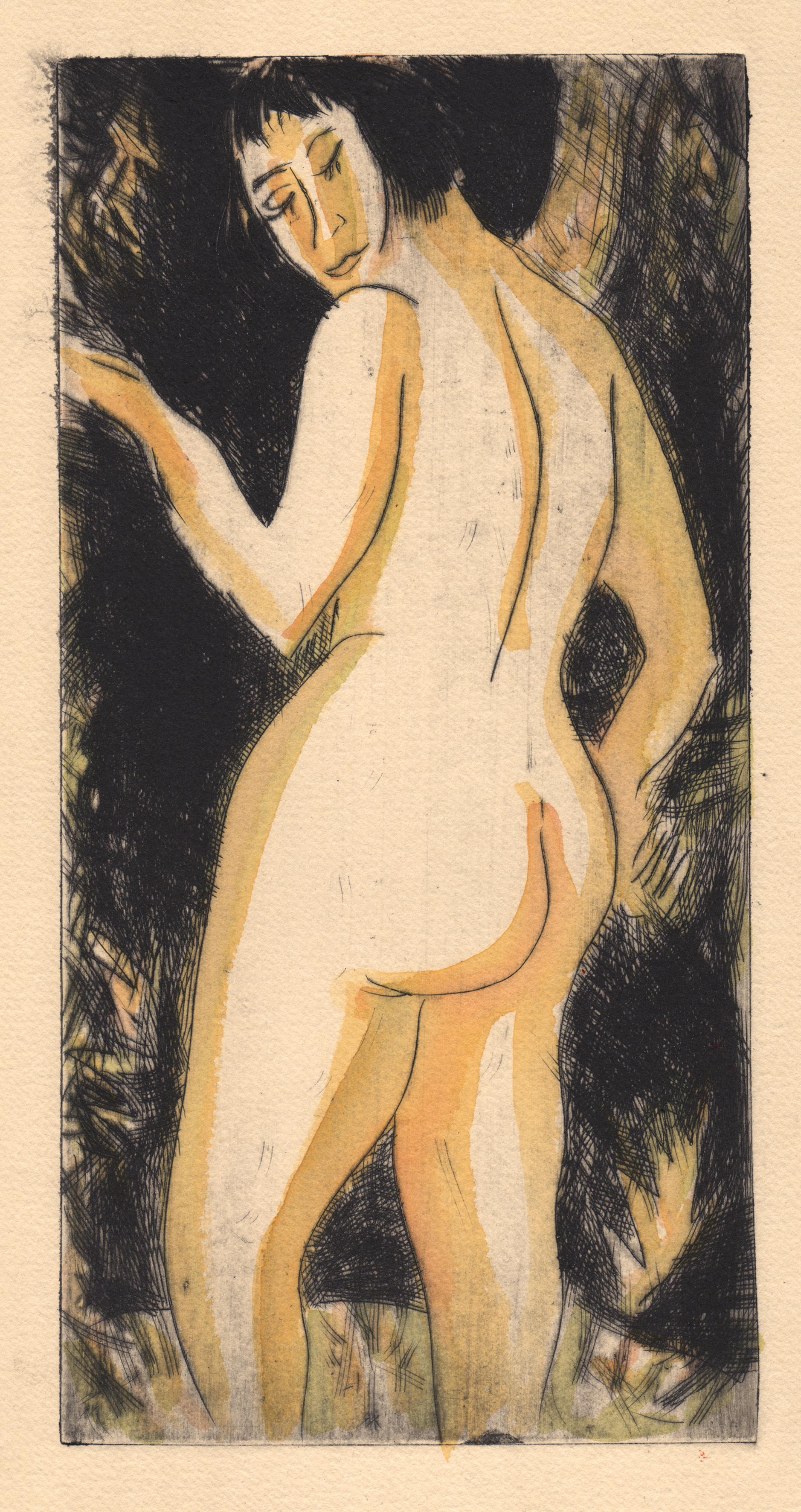
Модель. 2002, 30 х 15 см, офорт, акварель
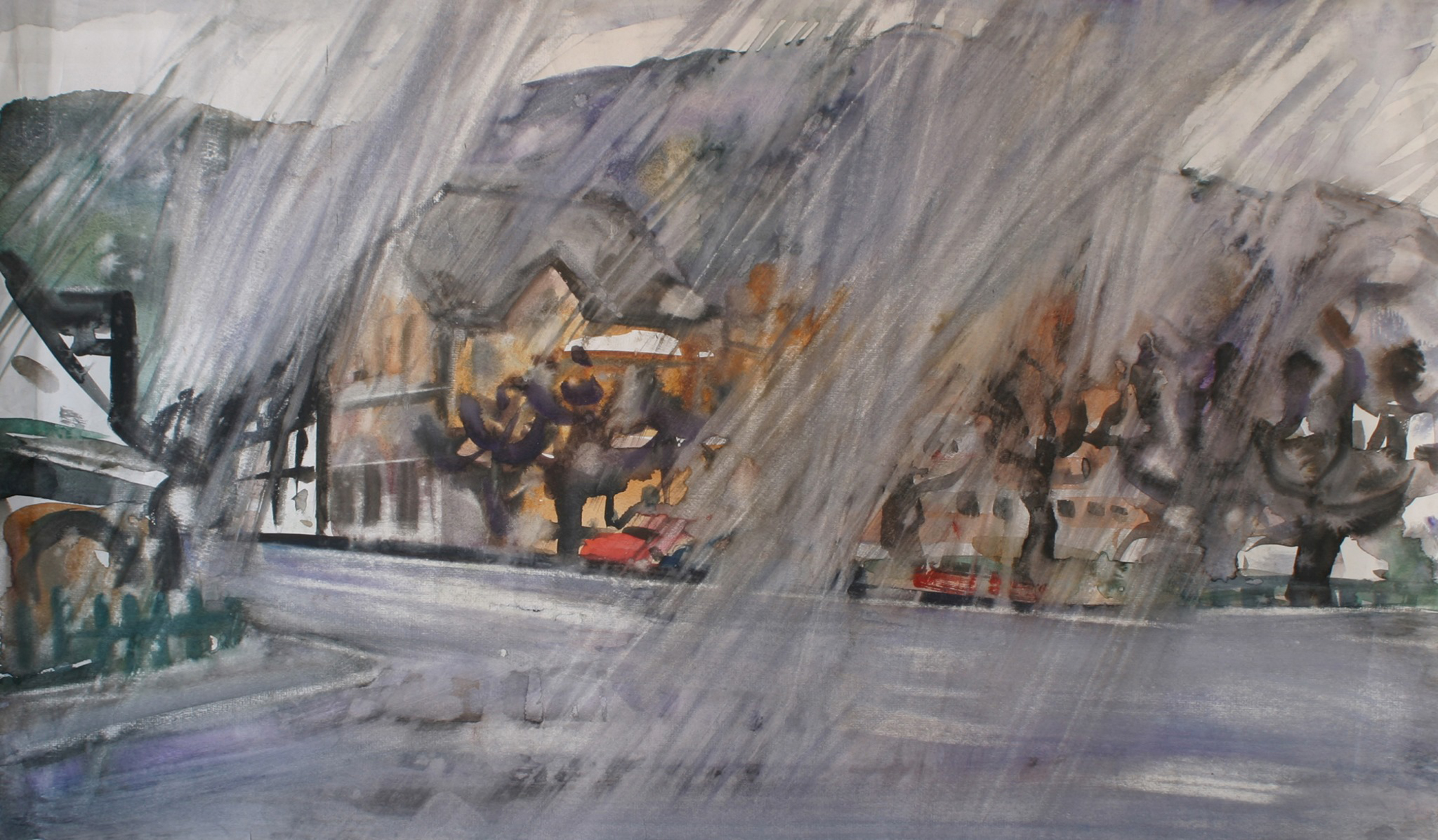
Ливень. 2019, б.., акварель
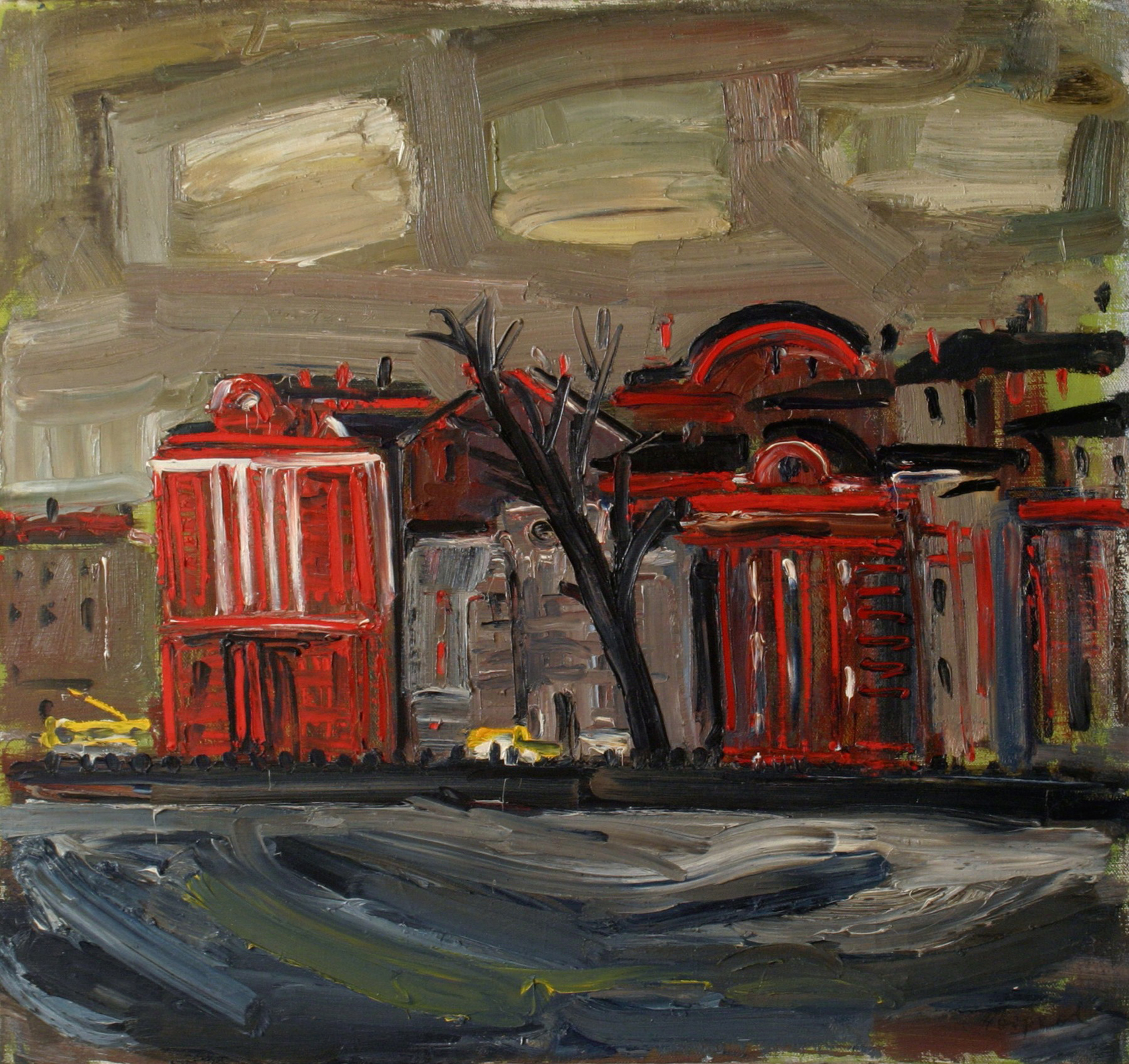
Санкт-Петербург. 1998, х., масло